# Jameson Adams
Jameson Boyd Adams (Rippingale, 6 marzo 1880 – 30 aprile 1962) è stato un esploratore, meteorologo e militare britannico.

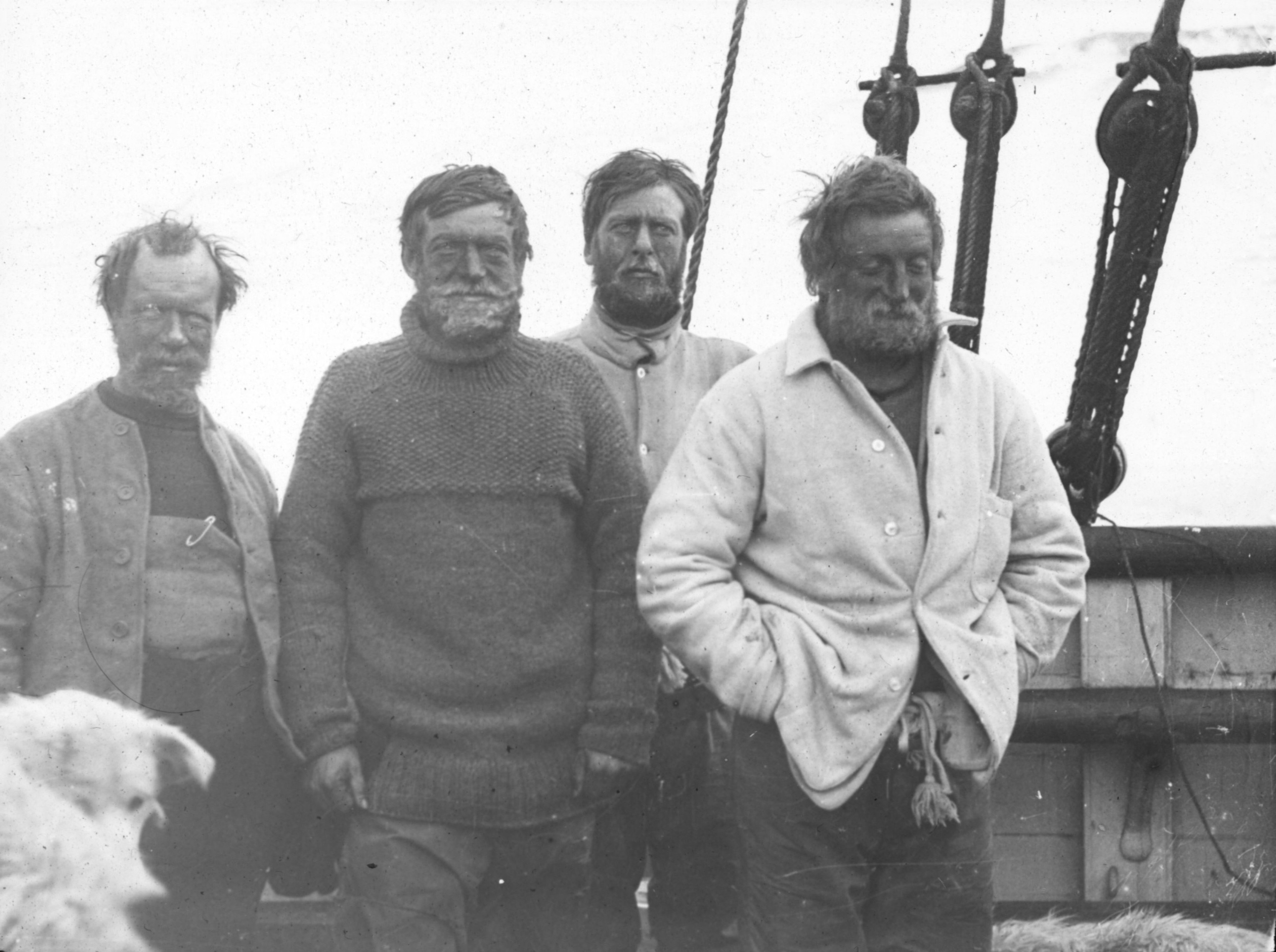
Il gruppo che ha stabilito il Furthest South durante la spedizione Nimrod. Da sinistra a destra Wild, Shackleton, Marshall ed Adams.

Nato nel villaggio di Rippingale nel Lincolnshire, nel 1893 si imbarca su una nave mercantile, per poi entrare nella Royal Navy. Nel 1907 si unisce alla spedizione Nimrod come meteorologo sotto il comando di Ernest Shackleton. Nel febbraio 1908 è promosso a vice di Shackleton e partecipa alla spedizione verso il Polo Sud che non riesce però a raggiungere, arrivando soltanto alla latitudine di 88° 23' sud.